# Прокопчук Анатолій Павлович
Анатолій Павлович Прокопчук — старший солдат Збройних сил України, учасник російсько-української війни, що трагічно загинув під час російського вторгнення в Україну.

## Життєпис
Трагічно загинув 12 березня 2022 року при виконанні службового обов'язку. Похований у Мліївській сільській громаді (Черкаська область).

## Нагороди
- орден «За мужність» III ступеня (2022, посмертно) — за особисту мужність і самовіддані дії, виявлені у захисті державного суверенітету та територіальної цілісності України, вірність військовій присязі.[2]